# Anatoli Kroetikov
Anatoli Kroetikov (Russisch: Анатолий Фёдорович Крутиков) (Slepoesjkino, 21 september 1933 – Moskou, november 2019) was een voetballer en trainer uit de Sovjet-Unie.

## Biografie
Kroetikov begon zijn carrière bij Chimik Moskou en maakte in 1954 de overstap naar CDSA Moskou. In 1958 ging hij naar Spartak Moskou en won daar in 1962 de landstitel mee en in 1963 en 1965 de beker.
Hij speelde negen wedstrijden voor het nationale elftal en speelde onder andere op het allereerste EK, dat de Sovjets wonnen. Hij werd vier jaar later ook nog geselecteerd voor het volgende EK, maar werd niet ingezet. Na zijn spelerscarrière werd hij trainer en heeft hij de weinig noemenswaardige eer om de enige trainer te zijn waaronder Spartak Moskou degradeerde.